# Joppa dorsata
Joppa dorsata är en stekelart som beskrevs av Fabricius 1804. Joppa dorsata ingår i släktet Joppa och familjen brokparasitsteklar. Inga underarter finns listade i Catalogue of Life.